# گوس پریری (واشینگتن)
گوس پریری (به انگلیسی: Goose Prairie) یک منطقهٔ مسکونی در ایالات متحده آمریکا است که در شهرستان یاکیما، واشینگتن واقع شده‌است. گوس پریری ۹۹۰٫۰ متر بالاتر از سطح دریا واقع شده‌است.